# Eduard Fernández Roura

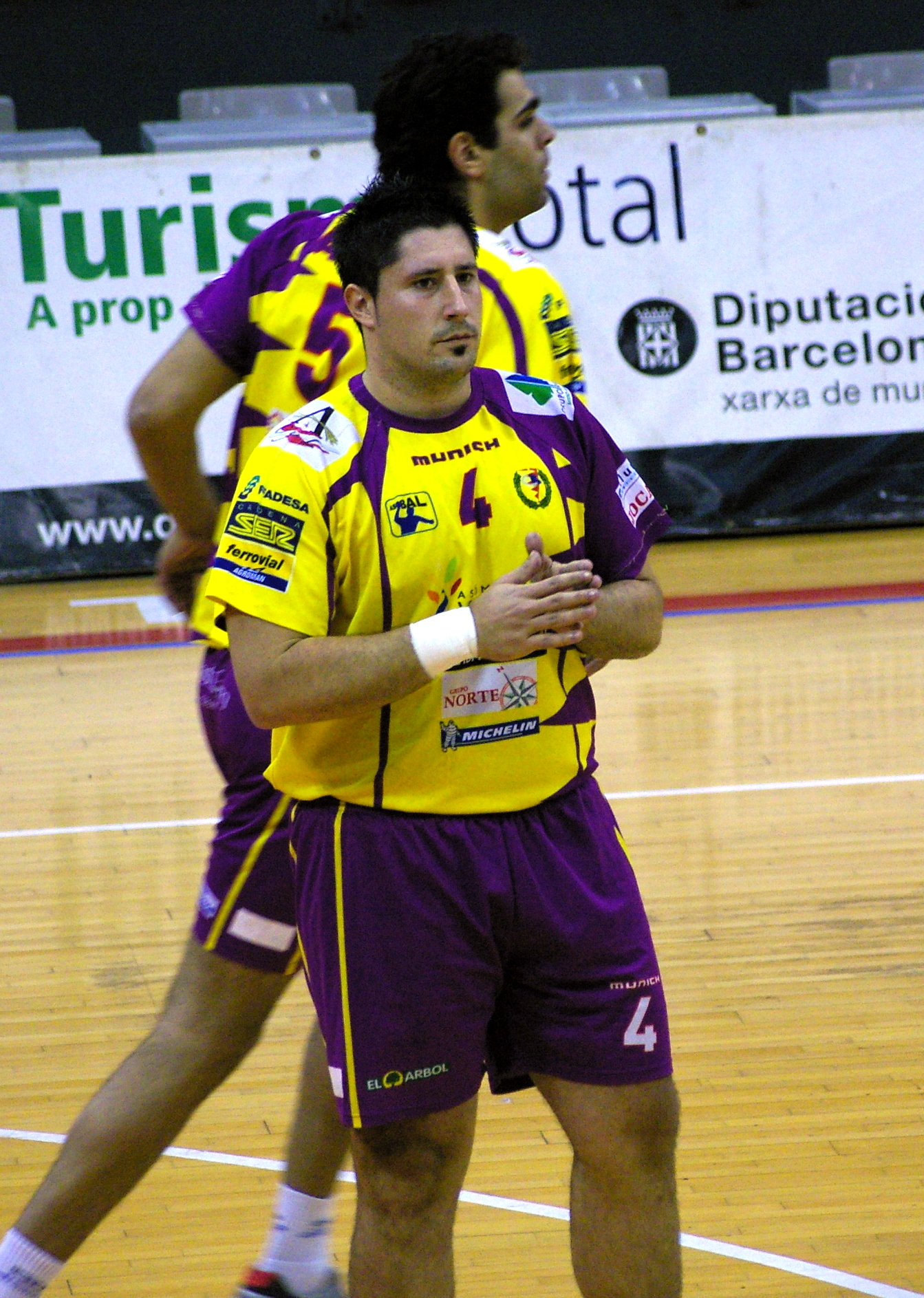
Fernández avec le BM Valladolid en 2007.

Eduard Edu Fernández Roura, né le 26 juin 1979 à Barcelone, est un joueur international puis entraîneur de handball espagnol en poste à la Jeunesse sportive de Cherbourg.

## Biographie
Edu Fernández Roura débute le handball professionnel dans le club catalan du BM Granollers.
En 2002, lorsqu'il signe au Chambéry Savoie Handball, il est l'un des premiers joueurs espagnols à évoluer en championnat de France. Après deux titres de vice-champion de France en 2003 et 2006 et une finale de la Coupe de France en 2005, il retourne en 2006 en Espagne au BM Valladolid où il remporte la Coupe des coupes 2009 puis rejoint en 2011 le BM Atlético Madrid. Avec le club récemment transféré de Ciudad Real, malgré les difficultés financières du club, il enrichit son palmarès d'une victoire lors de la Coupe du monde des clubs 2012 et d'une finale de la Ligue des champions 2011-2012 ainsi que, sur le plan national, de deux Coupes du Roi et deux titres de vice-champion d'Espagne notamment.
En 2013, il décide de retourner en France en signant au Cavigal Nice Handball qui évolue en Nationale 1. S'il effectue toute la préparation estivale avec Nice, il rejoint le Liban afin de disputer la qualification aux Jeux Asiatiques avant de disputer son premier match avec le Cavigal le 30 novembre 2013.
En 2015, il devient entraineur toujours à Nice avant de rejoindre en 2019 le Pays d'Aix UC en tant qu'adjoint de Jérôme Fernandez,. Il n'est pas prolongé en 2020 à la suite de l'arrivée de Thierry Anti au PAUC.
En septembre 2021, il fait son retour au Cavigal Nice Handball en compagnie de Didier Dinart, son ancien coéquipier à Ciudad Real, qui est nommé manager général.
En juillet 2022, en conséquence des difficultés financières touchant le Cavigal, il quitte le club niçois et rejoint la Jeunesse sportive de Cherbourg, succédant à Frédéric Bougeant.

## Palmarès

### En clubs
Compétitions internationales
- Vainqueur de la Coupe des Coupes (1) : 2009
- Vainqueur de la Coupe du monde des clubs (1) : 2012 (Finaliste en 2011)
- Finaliste de la Ligue des champions (1) : 2012

Compétitions nationales
- Vainqueur de la Coupe du Roi (2) : 2012, 2013
- Vainqueur de la Supercoupe d'Espagne (1) : 2011
- Deuxième du Championnat d'Espagne (1) : 2012 et 2013
- Finaliste de la Coupe ASOBAL (1) : 2013
- Deuxième du Championnat de France (2) : 2003, 2006
- Finaliste de la Coupe de France (1) : 2005